# Università Titu Maiorescu
L'Università Titu Maiorescu (in romeno Universitatea Titu Maiorescu) è un'istituzione di studi superiori privata di Bucarest (Romania), nata nel 20 settembre 1990. All'epoca l'istituto si chiamava "Asociaţia Universitatea Independentă Titu Maiorescu", ma nel 2002 in seguito alle riforme riguardanti l'insegnamento superiore romeno, diventa "Universitatea Titu Maiorescu".

## Struttura
L'università dispone delle seguenti facoltà:
- Diritto
- Economia
- Medicina
- Psicologia
- Scienza e tecnologia dell'informazione